# Стрєльцов Ігнат Андрійович
Ігнат Андрійович Стрєльцов (1851 — 1917) — селянський депутат I Державної думи від Харківської губернії, колишній солдат.

## Біографія
Православний, мабуть росіянин. Селянин Куп'янського повіту. Самоук.
Був на військовій службі. Брав участь у російсько-турецькій війні 1877—1878 років та ахал-текінської експедиції . Був нагороджений медаллю за відмінність у боях під Батумом та Георгіївським хрестом за штурм Геок-Тепе.
Вийшов у відставку унтер-офіцером. Займався землеробством (16 десятин). Протягом 10 років служив по вибору волосним старшиною та головою волосного суду. Займався також вихованням племінника Івана.
1906 року був обраний членом I Державної думи від Харківської губернії. Входив до конституційно-демократичної фракції. У думських комісіях не брав участі. Його політичний девіз: "...тільки не проти государя, і по закону". 
Подальша доля невідома.
Його племінник — Іоанн (Стрєльцов)  —.священник, монах, один зі святих Святогорської лаври, служив на Донбасі (Карлівці), похований в Покровському.